# Monochamus pictor
Monochamus pictor är en skalbaggsart som beskrevs av Bates 1884. Monochamus pictor ingår i släktet Monochamus och familjen långhorningar. Inga underarter finns listade i Catalogue of Life.